# Piazza de' Frescobaldi
La piazza de' Frescobaldi è uno slargo del centro storico di Firenze, situato all'imbocco del ponte Santa Trinita, lato Oltrarno. Si accede alla piazza dal lungarno Guicciardini, via Santo Spirito, via Maggio, via dello Sprone e borgo San Jacopo.

## Storia

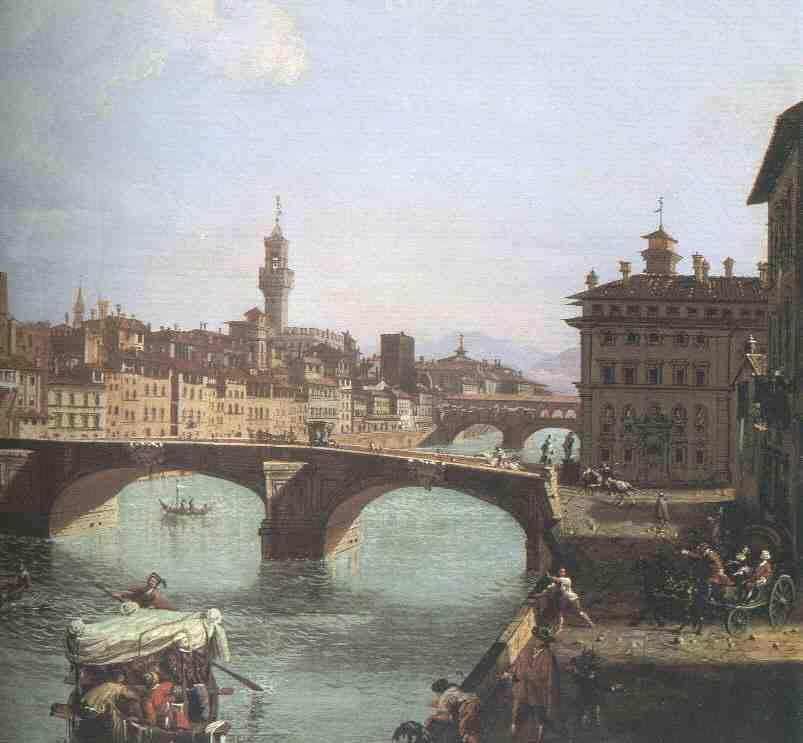
Il ponte Santa Trinitae una parte della piazza in un dipinto di Giuseppe Zocchi (1750 circa)

La denominazione (attestata già ai primi decenni del Trecento) è in riferimento all'antica e nobile famiglia Frescobaldi, che qui e nelle adiacenze aveva le proprie case, torri e logge, e il cui nome è ugualmente legato alla primitiva costruzione del ponte (1252) che poi, ricostruito in pietra, fu intitolato alla santa Trinità (pronunciato Trìnita, alla toscana).
Un tempo, questo spazio aveva la funzione di piazza semiprivata, su cui tutti gli edifici appartenevano a una famiglia o consorteria, come anche la piazza de' Peruzzi o la piazza dei Cerchi, per citare qualche altro esempio cittadino, tanto più quando le strade di accesso erano più strette e non esisteva il ponte. Lo stesso ponte, nei primi anni di esistenza, fu a uso privato della famiglia, e passò al Comune solo al tempo della sua prima ricostruzione, dopo la piena del 1269.
L'importanza della famiglia Frescobaldi determinò che in questo spazio avvenissero alcuni importanti avvenimenti della storia fiorentina, soprattutto legati alle contese tra Guelfi Bianchi e Neri, puntualmente narrate da Dino Compagni nella sua Cronica. Ad esempio, all'epoca di Berto Frescobaldi e dei poeti Dino e Matteo, viene collocato qui un incidente che, per un apparente malinteso, trasformò le semplici tensioni in vere e proprie ostilità: «Essendo molti cittadini un giorno, per seppellire una donna morta, alla piazza de' Frescobaldi [...] e essendo a sedere, i Donati e i Cerchi, l'una parte al dirimpetto all'altra, uno o per racconciarsi i panni o per altra cagione, si levò ritto. Gli adversari, per sospetto, anche si levorono, e missono mano alle spade; gli altri feciono il simile: e vennono alla zuffa: gli altri uomini che v'erano insieme, li tramezorono, e non li lasciorono azuffare». Sempre qui, nel principale palazzo della famiglia venne alloggiato nel 1301 con Carlo di Valois, inviato a Firenze da Bonifacio VIII quale paciere tra le fazioni: «Venne il detto messer Carlo ne la città di Firenze domenica addì IV di novembre, e da' cittadini fu molto onorato, con palio e con armeggiatori. [...] Il signore smontò in casa i Frescobaldi. Assai fu pregato smontasse dove il grande e onorato re Carlo smontò, e tutti i grandi signori che nella città venìano, però che lo spazio era grande, e il luogo sicuro».
In seguito gli interessi familiari si spostarono verso la zona di via Santo Spirito, pur continuando a tenere qui molte proprietà, e la piazza entrò nell'orbita di vari ordini religiosi, che trasformarono il palazzo a lato del ponte in un prestigioso convento. Nella Firenze cinquecentesca la piazza fu uno dei tracciati più importanti della città, prediletto in questo periodo dai cortei ufficiali e più volte oggetto di scenografici apparati. L'edificio più significativo, il palazzo della Missione, passò poi al Demanio e al tempo di Firenze Capitale (1865-1871) fu sede del Ministero della marina; oggi ospita una succursale del liceo Niccolò Machiavelli.
La zona fu interessata dallo scoppio delle mine delle truppe tedesche in ritirata che distrussero il ponte Santa Trinita la notte del 3 agosto 1944. Sebbene la maggior parte degli edifici non crollò come in altre strade, si ebbero gravi danni, che vennero poi aggiustati nei vent'anni successivi. Interventi frutto di restauri moderni si notano soprattutto nei palazzi del lato lungarno Guicciardini.

## Descrizione
Più che di una piazza, sembra di essere in presenza di un breve tratto di strada particolarmente ampio (a ribadire, ve ne fosse bisogno, della potenza del casato), che oggi si pone visivamente come logica prosecuzione di via Maggio verso il ponte e quindi verso via de' Tornabuoni.
Attualmente funge da snodo fondamentale del traffico veicolare e pedonale, quest'ultimo particolarmente sostenuto anche per la presenza di un liceo nei locali già dei Padri della Missione. Nonostante quest'ultimo elemento non contribuisca al pieno godimento dello spazio, per i motivi precedentemente accennati e per la presenza di alcune fabbriche di notevole rilievo architettonico, la piazza è da considerarsi di eccezionale importanza storica e artistica.

### Edifici
| Immagine | N°     | Nome                              | Descrizione |
| -------- | ------ | --------------------------------- | --- |
|          | s.n.   | Ponte Santa Trinita               | Un ponte di legno fu originariamente costruito in questa zona nel 1252 per volontà di Lamberto de' Frescobaldi. Totalmente o in parte atterrato per una piena del fiume nel 1269, fu riedificato in pietra dagli architetti fra' Sisto e fra' Ristoro, ma cedette sotto la spinta della grande piena del 1333. La successiva riedificazione fu lenta e durò un cinquantennio, dal 1356 al 1415, su progetto riferito a Taddeo Gaddi. Nuovamente il ponte cedette durante l'alluvione del 13 settembre 1557, e venne infine rifatto nelle forme attuali, su progetto di Bartolomeo Ammannati (che si avvalse di una non meglio precisata consulenza di Michelangelo Buonarroti) e commissione di Cosimo I de' Medici, nell'ambito di un progetto teso a conferire maggiore unitarietà all'asse costituito da via Tornabuoni e via Maggio, oramai individuato come privilegiato per i cortei ducali, evitando le zone eccessivamente affollate e malsane del mercato e del ponte Vecchio. Nelle 1608, in occasione delle nozze di Cosimo II de' Medici con Maria Maddalena d'Austria, alle quattro estremità furono poste statue raffiguranti le quattro stagioni: su questo lato l'Inverno di Taddeo Landini e l'Autunno di Giovanni Battista Caccini. |
|          | 1      | Palazzo della Missione            | Qui si trovava l'antico palazzo dei Frescobaldi, principale edificio dell'omonima famiglia. Il palazzo fu incendiato nel Trecento, quindi ricostruito e poi alla fine del Cinquecento (1575) incorporato nel convento dei Canonici Regolari Agostiniani, annesso all'adiacente chiesa di Sant'Jacopo sopr'Arno. Questi trasformarono radicalmente la fabbrica su progetto dell'architetto cortonese Bernardino Radi, con un cantiere aperto attorno al 1640 e finanziato da Ferdinando II de' Medici, che portò a definire sia i due prospetti sia il grande cortile. Nel 1703, per volere di Cosimo III, l'ordine fu soppresso e nel convento subentrarono i Padri della Congregazione della Missione di san Vincenzo de' Paoli. Soppresso il convento nel 1808, ospitò un istituto scolastico, finché fu occupato dal Governo italiano e passato al demanio dello Stato nel 1866. In questo stesso anno, dopo alcuni lavori di adeguamento diretti da Giuseppe Castellazzi e Francesco Mazzei, essendo assurta Firenze a Capitale d'Italia (1865-1871), buona parte dell'edificio fu occupato dagli uffici del Ministero della Marina. Nonostante l'originaria destinazione a sede religiosa, l'edificio si presenta con caratteristiche proprie dell'architettura civile seicentesca, con un maestoso portale, elaborate cornici delle finestre e una serie di busti-ritratto dei granduchi medicei. |
|          | 1r- 2r | Palazzo Frescobaldi di San Jacopo | Il palazzo documenta quanto resta degli edifici facenti parte delle proprietà della potente famiglia Frescobaldi, la cui residenza principale insisteva a fianco del ponte Santa Trinita, laddove ora si erige il palazzo della Missione. Si può anzi ipotizzare che il carattere di questo prospetto fosse quello proprio di tutto il grande 'casone' che a un certo punto della storia del complesso ha caratterizzato questo lato della piazza, mentre dal lato opposto si susseguivano edifici di minor pregio ed estensione, destinati a magazzini e rimesse, fino a giungere alla loggia che caratterizzava l'ultimo tratto verso il lungarno. Di conseguenza, per un certo periodo, anche questa porzione fu inglobata nello stesso convento dei Vincenziani e, come questo, occupata prima da uffici poi da scuole. Il palazzo fu restaurato da Alfredo Lensi in occasione del secentenario dantesco del 1921, a ricordo di quel Dino Frescobaldi che fu l'intimo amico del sommo poeta. A quell'epoca risale il rifacimento dello stemma Frescobaldi posto in facciata. |
|          | s.n.   | Casa Frescobaldi dello Sprone     | L'edificio determina l'acuta cantonata tra borgo San Jacopo e via dello Sprone con un basso corpo di fabbrica superiormente a terrazza con, al vertice, una piccola loggia aggettante su mensole a fungere da belvedere sulle strade che qui si incontrano. Sul fronte arretrato della casa è posto un busto in marmo raffigurante il granduca Ferdinando I de' Medici, con relativa iscrizione dedicatoria e la data 1595. Lo sprone, in pietra, è arricchito da uno scudo con l'arme dei Medici e da una fontana (da considerare non di pertinenza della casa ma squisito elemento di arredo urbano). |
|          | s.n.   | Palazzo Pitti Mannelli            | Sebbene afferente a via Santo Spirito e via Maggio, la cantonata del palazzo si protende verso piazza Frescobaldi, determinandone la quinta meridionale. Il palazzo costituisce un compatto blocco con al piano terreno un paramento a pietraforte a vista e i piani superiori intonacati. Sul fronte principale che guarda a via Maggio, al centro del primo piano, è una nicchia che contiene un grande busto di Francesco I, opera attribuita a Baccio Bandinelli ma presumibilmente da ricondurre al suo allievo Giovanni Bandini. Sotto al ricorso, ai lati del fronte, sono due scudi araldici. |
|          | 3      | Casa Frescobaldi                  | La casa ha un prospetto frutto di una riconfigurazione databile ai primi decenni dell'Ottocento e si sviluppa a guardare la piazza con cinque piani più un mezzanino e un corpo in soprelevazione. In prossimità della cantonata con via Santo Spirito è uno scudo con l'arme dei Frescobaldi (troncato d'oro e di rosso, a tre rocchi di scacchiere d'argento), a confermare il lungo primato di questa famiglia sulla piazza. Dal lato opposto del fronte è un ulteriore scudo, che potrebbe essere interpretato come riferibile alla famiglia Bocchi (d'azzurro, all'albero sradicato al naturale, sostenuto da due leoni affrontati d'oro). |
|          | 4      | Palazzo Frescobaldi Visconti      | Era qui in origine la loggia che la famiglia Frescobaldi aveva davanti al proprio palazzo, peraltro documentata in un affresco di Giovanni Stradano presente nella sala di Gualdrada di Palazzo Vecchio (1560 circa). Ai tempi di Federico Fantozzi gli spazi al terreno erano già stati ridotti ad uso di botteghe e, probabilmente, l'insieme già ulteriormente trasformato. Passato di proprietà al cavaliere Alberto Visconti il palazzo fu oggetto di ulteriori ampliamenti. Attualmente il palazzo ostenta sulla piazza una facciata neorinascimentale di gusto tipicamente ottocentesco, organizzata su otto assi per quattro piani e segnata al piano nobile da un lungo balcone che serve tre finestroni posti al centro. Al terreno si evidenziano alcuni pilastri inglobati nella muratura, da interpretare come avanzi dell'antica loggia dei Frescobaldi. |

### Monumenti

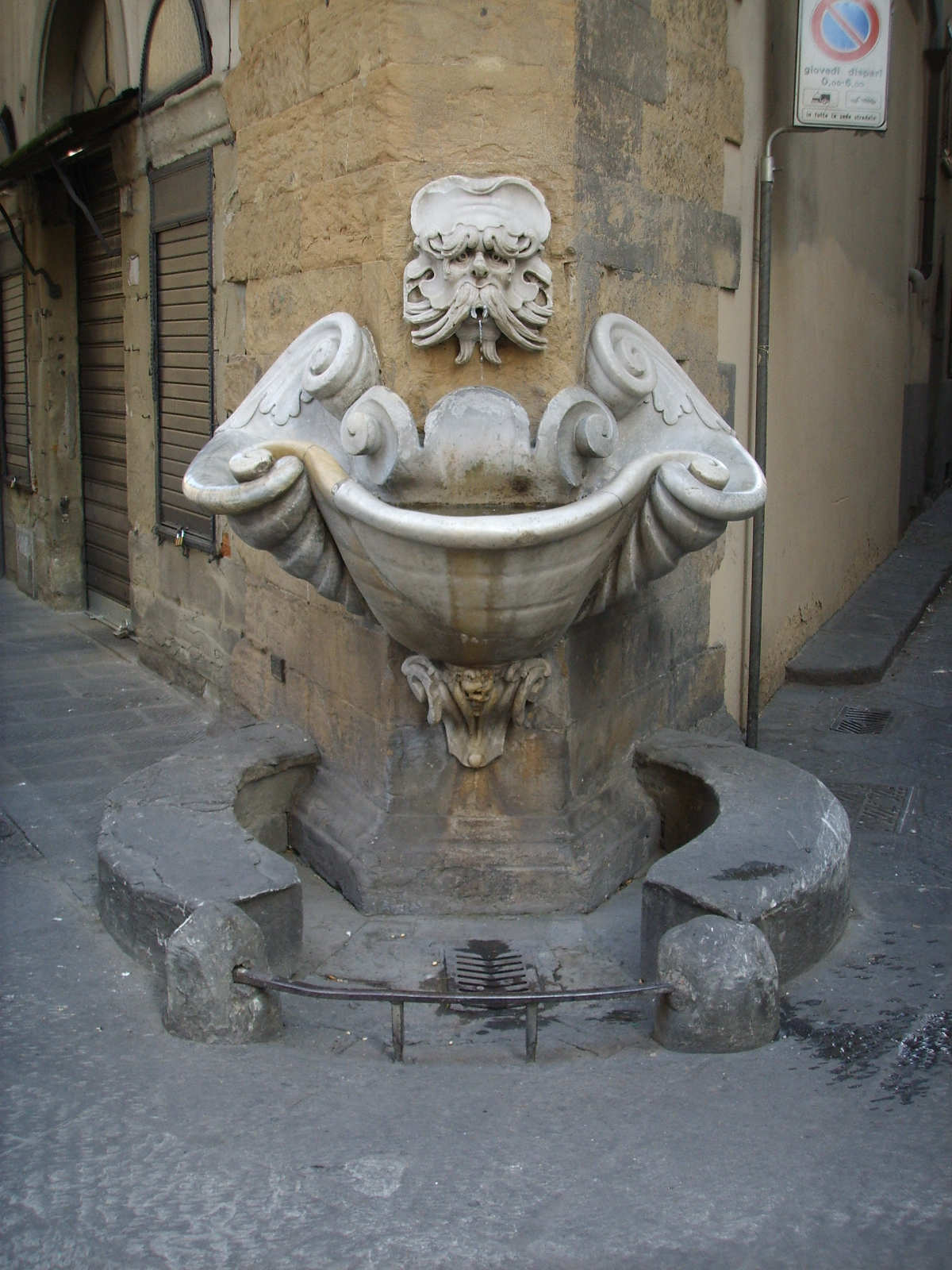
Fontana dello Sprone

Alla biforcazione tra borgo San Jacopo e via dello Sprone si invece la fontana dello Sprone. Recentemente si è chiarito come la fontana non sia un'opera di Bernardo Buontalenti del 1608 circa, come si era sempre creduto, ma che sia stata in realtà allestita al termine dei lavori dell'acquedotto voluto da Ferdinando II, nel 1638-1639, ed eseguita dallo scultore Francesco Generini. Lo sprone, in pietra, è arricchito da uno scudo con l'arme dei Medici e da una fontana (da considerare non di pertinenza della casa ma squisito elemento di arredo urbano) con la vasca a forma di conchiglia e con lo zampillo che esce da un mascherone grottesco, il tutto di pretto gusto tardo manierista, ed era realizzata in modo da creare una cascata sul davanti, che finiva nella vasca sottostante di raccolta e smaltimento dell'acqua.

### Lapidi
Sulla facciata del palazzo della Missione, nello spazio fra l'arco e il timpano del portale, è una lapide in memoria della munificenza di Ferdinando II che, come abbiamo detto, contribuì largamente alle spese per la costruzione del convento. Sempre sulla facciata sono altre lapidi poste dal Comune a ricordare sia la destinazione dell'edificio quale Ministero della Marina, sia le vicende relative alla ricostruzione del vicino ponte di Santa Trinita.
| FERDINANDI SECVNDI MAGNI ETRVRIAE DVCIS FEOLICISSIMO OMINE CANONICI REG · S · SALVAT AD AMPLIOREM FORMAM LAPIDEM SVPPLANTARVM |

Traduzione: «Ferdinando II, granduca di Toscana, con ottimo presagio, i canonici regolari del Santo Salvatore a forme più ampie la pietra provvide».
| IL MINISTERO DELLA MARINA EBBE SEDE IN QVESTO PALAZZO ESSENDO FIRENZE CAPITALE D'ITALIA IL COMVNE DI FIRENZE AVSPICE LA LEGA NAVALE ITALIANA FESTA DELLO STATVTO 1936-XIV |

Sullo stesso palazzo, vicino al ponte, un'altra lapide elenca tutti coloro che si batterono perché il ponte Santa Trinita fosse ricostruito "dov'era e com'era", tramite un comitato presieduto dall'antiquario Luigi Bellini.
| COSTRUITO DA BARTOLOMMEO AMMANNATI NEL 1569 - DISTRVTTO DA MINE TEDESCHE NELLA NOTTE SVL 4 AGOSTO 1944 - IL PONTE A SANTA TRINITA DAL 1955 AL 1957 FV RICOSTRUITO COM'ERA SOTTO LA DIREZIONE DELL'INGEGNERE EMILIO BRIZZI E DELL'ARCHI- TETTO RICCARDO GIZDVULICH · A CURA DEL MINISTERO DEI LL. PVBBLICI. CONTRIBVIRONO ALLA SPESA IL MINISTERO DELLA PUBBLICA ISTRV- ZIONE · IL COMVNE DI FIRENZE · VN COMITATO PROMOSSO DA LVIGI BELLINI E PRESIEDVTO DA BERNARDO BERENSON. __ ____OBLATORIE COLLABORATORI MAGGIORI FVRONO: __ALDO ANGELINI · MAX ASCOLI · L'ASSOCIAZIONE INDUSTRIALI · L'AZIENDA AVTO- __NOMA DEL TVRISMO · LA BANCA COMMERCIALE · LA [BANCA D'AMERICA E D'ITALIA · __ALFREDO BARBACCI · PIERO BARGELLINI · LANDO BARTOLI · ALBERTO BIGAZZI · LA __CAMERA DI COMMERCIO · LA CASSA DI RISPARMIO · PAOLO CHERVBELLI · ALESSAN- __DRO CONTIN BONACOSSI · GIVSEPPE DE MICHELI · MARIO FABIANI · GIVLIA FALK __DEVOTO · LA FONDAZIONE KRESS · RAFFAELLO FRANCHI · VALFRÈ FRANCHINI · GV- __GLIELMO GALLETTI DI SANT'IPPOLITO · OSCAR GALLO · CLARENCE HOBLITZELLE · __GIORGIO LA PIRA · GVALTIERO LORIA · GIUSEPPE MARANDO · CARLO E GIVLIO MAR- __CHI · GVIDO MINVTELLI · PIETRO PAGNINI · ROBERTO PAPI · ROBERTO PAPINI · GIOVAN- __NI POGGI · CARLO LVDOVICO RAGGHIANTI · I FRATELLI ROSSELLI · FILIPPO ROSSI · TAN- __CREDO TANCREDI · L'VNIONE COMMERCIANTI · MARIO VANNINI PARENTI · ARMANDO __VENÈ · RENATO ZAVATARO IL COMITATO PER LA RICOSTRUZIONE DEL PONTE |

Infine sulla spalletta del ponte Santa Trinita, lato a monte, si legge su una lapide moderna "PONTE A SANTA TRINITA" e il simbolo del locale Lions Club.

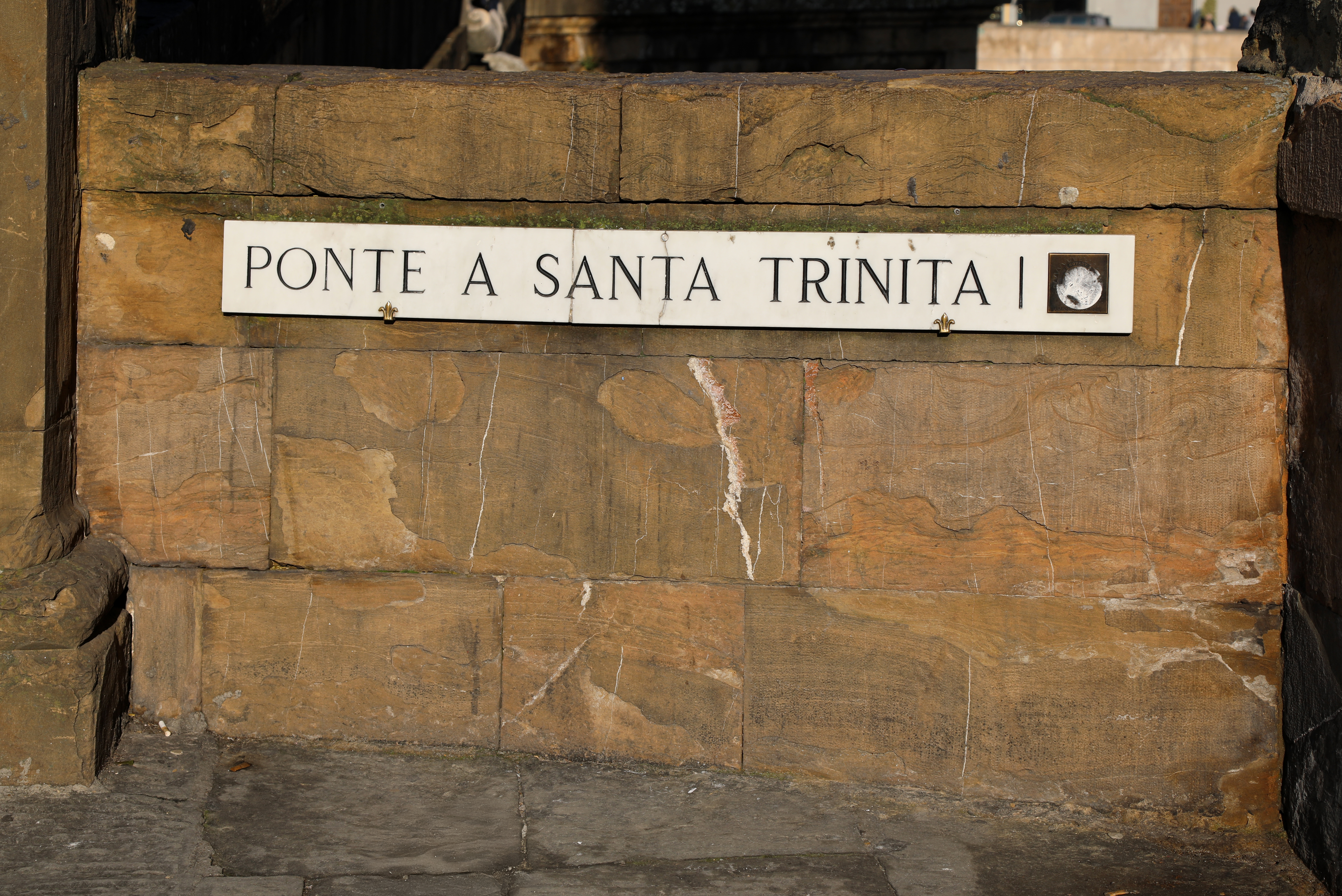